# CMSP
 (juin 2021).
Le Centro de Mídias São Paulo, communément appelé CMSP, est une initiative du SEDUC-SP (Secrétaire à l'Éducation de l'État de São Paulo) pour assister et soutenir, de manière vivante, les étudiants et les enseignants des écoles publiques de l'État de São Paulo. Il a été créé en 2020 lors de la pandémie de Covid-19 causée par le Coronavirus. Il est accessible via l'application CMSP, le site Web CMSP, YouTube et TV Univesp (télévision ouverte).
En accédant à l'application sur votre téléphone portable et en activant les données, l'application vous fournira une connexion Internet gratuite à utiliser. Avec plus d'1 million de téléchargements sur le Play Store, l'application propose des salles de la 6e à la 3e du lycée et est présente sur Android et iOS. En 2020, il a reçu une mise à jour qui a ajouté Google Classroom, le référentiel et une brève explication de ce qu'est CMSP, comment l'utiliser et à quoi il sert.